# Lepanthes auriculata
Lepanthes auriculata är en orkidéart som beskrevs av Carlyle August Luer. Lepanthes auriculata ingår i släktet Lepanthes och familjen orkidéer. Inga underarter finns listade i Catalogue of Life.